# بوينافينتورا بايز
بوينافينتورا بايز (بالإسبانية: Buenaventura Báez)‏ (و. 1812 – 1884 م) هو سياسي من جمهورية الدومينيكان .